# جوستينا لوكاسيك
جوستينا لوكاسيك (بالبولندية: Justyna Łukasik) (من مواليد 27 يناير 1993 غدانسك ) هي لاعبة كرة طائرة بولندية. تلعب في فريق بولندا الوطني لكرة الطائرة للسيدات .
شاركت في مونترو فوللي ماسترز 2018 ، 

## الأندية
| النادي                      | من عند    | إلى       |
| --------------------------- | --------- | --------- |
| بولندا جيدانيا غدانسك       | 2007-2008 | 2011-2012 |
| بولندا Atom Trefl سوبوت     | 2012-2013 | 2016-2017 |
| بولندا Trefl Proxima Kraków | 2017-2018 | ...       |